# Futaba-kun Change
Futaba-kun Change (jap. ふたば君チェンジ) ist eine Mangaserie des japanischen Zeichners Hiroshi Aro. Der Titel besteht aus dem Namen des Hauptcharakters, dem jap. Namens-Suffix -kun und dem englischen Wort für Wechsel (change). Der Manga umfasst acht Bände und lässt sich den Genre Komödie zuordnen.

## Handlung
Futaba Shimeru ist ein normaler Junge mit ebenso einem normalen Leben. Er besucht die Komatane-Schule und ist im Ringkampf-Club der Schule aktiv. Eines Tages ändert sich sein Leben total. Durch ein Pornoheft, welches der Kapitän des Ringkampf Teams zur moralischen Unterstützung mitgebracht hat, verwandelt sich Futaba in ein Mädchen. Durch einen genetischen Defekt seiner Familie wechseln alle bei Aufregung oder Stress ihr Geschlecht ab einem gewissen Alter.
Wäre dieser Umstand nicht schon schwierig genug, so kommt auch noch dazu, dass er sich in seine Klassenkameradin Misaki verguckt hat.

## Veröffentlichungen
Der Manga wurde von 1991 an im Manga-Magazin Monthly Shōnen Jump veröffentlicht und in 8 Tankōbon zusammengefasst. In den USA wurde der Manga von Studio Ironcat lizenziert, nachdem jedoch Studio Ironcat den Betrieb eingestellt hat, wird der Manga in den USA nicht mehr produziert.